# 杨立铭
杨立铭（1919年2月5日—2003年1月12日），江苏溧水人。中国理论原子核物理学家，北京大学物理系教授，兼任中国核物理学会理事长，中国科学院院士。

## 生平
杨立铭1942年于重庆毕业于国立中央大学机械系。1946年师从玻恩（Max Born）教授，并于1948年获英国爱丁堡大学理论物理博士学位。留英期间，根据汤费理论，成功地解释了当时刚发现的原子核的幻数。
1951年杨立铭偕夫人夏培肃回到中国，在清华大学物理系任副教授，集中研究原子核理论，特别是核多体理论及核集体运动。1952年院系调整，清华大学物理系并入北京大学物理系，此后杨立铭一直担任北京大学物理系的教授与博士生导师。1950年代，杨立铭为原子核集体运动建立了系统的微观理论，为著名的相互作用玻色子模型提供了微观基础。
1991年，杨立铭与夫人夏培肃同年当选为中国科学院院士，传为科技界佳话。2003年杨立铭在北京因病逝世，享年83岁。